# Marcello Fois
Pour les articles homonymes, voir Fois.
Marcello Fois, né le 20 janvier 1960 à Nuoro, en Sardaigne, est un romancier, nouvelliste et dramaturge italien, auteur de plusieurs romans policiers.

## Biographie
Membre du Groupe des Treize de Bologne, il se fait connaître en publiant des récits dans diverses revues. Son premier roman, Picta (1992), remporte le Prix Calvino. Il donne ensuite une quinzaine de romans où il « aborde des réalités sociales et politiques dont il montre les aspects les plus inquiétants »
Il est l'auteur d'une trilogie policière historique ayant pour héros Bustianu, à la fois avocat, journaliste et enquêteur dans la Sardaigne de la fin du XIXe siècle, qui évolue dans les romans : Sempre caro, Sang du ciel et Les Hordes du vent. Un quatrième volet (La Parola profonda) est à paraître.
Il a entamé une autre série historique autour d'une famille de Nuoro : la Lignée du forgeron et Ce qui est à toi.
Marcello Fois vit à Bologne et en Sardaigne.

## Œuvre

### Romans

#### TrilogieBustianu
- Sempre caro (Il Maestrale-Frassinelli, 1998) Publié en français sous le titre Sempre caro, trad. Serge Quadruppani. Préf. Andrea Camilleri. Paris, Tram'éd., 1999 ; réédition, Paris, Seuil, coll. « Points » no 820, 2005
- Sangue dal cielo (Il Maestrale-Frassinelli, 1999) Publié en français sous le titre Sang du ciel, trad. Serge Quadruppani . Tram'éd., 2000 ; réédition, Paris, Seuil, coll. « Points policiers » no 926, 2001
- L’altro mondo (Il Maestrale-Frassinelli, 2002) Publié en français sous le titre Les Hordes du vent, trad. Dominique Vittoz. Paris, Seuil, 2005

#### Autres romans
- Picta (1992)
- Ferro Recente (1992) Publié en français sous le titre Un silence de fer, tra. Nathalie Bauer. Paris, Seuil, 2000 ; réédition, Paris, Seuil, coll. « Points. Policier » no 1189, 2004
- Meglio morti (1993) Publié en français sous le titre Plutôt mourir, Paris, Seuil, 2001 ; réédition, Paris, Seuil, coll. « Points » no 1298, 2005
- Falso gotico nuorese (1993)
- Il silenzio abitato delle case (1996)
- Gente del libro (1996)
- Sheol (1997) Publié en français sous le titre Sheol, Paris, Tram'éd., 1999 ; réédition, Paris, Seuil, coll. « Points » no 735, 2000
- Nulla (1997) Publié en français sous le titre Nulla : une espèce de Spoon river, trad. Dominique Vittoz. Paris, Fayard, 2002
- Gap (1999) Publié en français sous le titre Gap, trad. Nathalie Bauer. Paris, Seuil, 2002
- Sangue dal cielo (1999)
- Compagnie difficilli (2000)
- Dura madre (2001) Publié en français sous le titre Ce que nous savions depuis toujours, trad.  Nathalie Bauer. Paris, Seuil, 2003
- Materiali (2002)
- Ilaria Alpi. Il più crudele dei giorni (2003)
- Memoria del vuoto (2006) Publié en français sous le titre Mémoire du vide, trad. Jean-Paul Manganaro. Paris, Seuil, 2008
- Stripe (2009) Publié en français sous le titre La Lignée du forgeron, trad. Jean-Paul Manganaro. Paris, Seuil, 2011
- Nel tempo di mezzo (2012) Publié en français sous le titre C'est à toi,  trad. Jean-Paul Manganaro Paris, Seuil, 2014
- L'importanza dei luoghi comuni (2013) Publié en français sous le titre Cris, murmures et rugissements, trad. Nathalie Bauer. Paris, Seuil, 2015
- Luce perfetta (2015) Publié en français sous le titre La Lumière parfaite, trad. Jean-Paul Manganaro. Paris, Seuil, 2017

### Recueil de nouvelles
- Piccole storie nere (2002) Publié en français sous le titre Petites histoires noires, Paris, Seuil, 2005

### Ouvrage de littérature d'enfance et de jeunesse
- Sola andata (1999) Publié en français sous le titre Ce que tu m'as dit, Paris, Gallimard, 2004

### Théâtre
- Stazione (1993)
- L'Ascesa degli angeli ribelli (1994), livret d'un opéra dont la musique est signée Alberto Caprioli

## Sources
: document utilisé comme source pour la rédaction de cet article.
- Claude Mesplède (dir.), Dictionnaire des littératures policières, vol. 1 : A - I, Nantes, Joseph K, coll. « Temps noir », 2007, 1054 p. (ISBN 978-2-910-68644-4, OCLC 315873251), p. 759-760